# Kwadwo Gyamfi-Poku
Kwadwo Gyamfi-Poku (5 de maio de 1985) é um futebolista profissional ganês que atua como atacante.

## Carreira
Kwadwo Gyamfi-Poku representou a Seleção Ganesa de Futebol nas Olimpíadas de 2004.